# Убийство Брайана Томпсона
Брайан Томпсон (англ. Brian Thompson), глава американской медицинской страховой компании UnitedHealthcare, был застрелен 4 декабря 2024 года на Манхэттене в Нью-Йорке. Убийство произошло ранним утром у входа в отель New York Hilton Midtown. Томпсон приехал в город для участия в ежегодной встрече инвесторов UnitedHealth Group, материнской компании UnitedHealthcare. Незадолго до смерти его критиковали за то, что компания отказывала в удовлетворении страховых требований. Его семья сообщила, что в прошлом он получал угрозы убийством. Подозреваемый, первоначально описанный как белый мужчина в маске, скрылся с места происшествия. 9 декабря 2024 года власти арестовали 26-летнего Луиджи Манджоне в Алтуне, штат Пенсильвания, и предъявили обвинение в убийстве Томпсона в суде Манхэттена.
Власти заявили, что у Манджоне были при себе напечатанный на 3D-принтере пистолет, похожий на тот, что использовался при нападении, а также рукописные заметки, которые характеризуются как манифест с критикой американской системы здравоохранения, паспорт гражданина США и несколько поддельных удостоверений личности, в том числе одно с тем же именем, которое использовал предполагаемый стрелок для проверки в хостеле на Манхэттене. Также его отпечатки пальцев совпали с теми, которые следователи обнаружили неподалёку от места стрельбы. Манджоне был задержан в Пенсильвании без права внесения залога по обвинению в хранении нелицензионного огнестрельного оружия, подделке документов и предоставлении полиции фальшивого удостоверения личности. Манджоне арестовали по пяти пунктам обвинения в совершении тяжких преступлений в Нью-Йорке, включая убийство второй степени. Адвокат Манджоне заявил, что он не признаёт себя виновным по предъявленным обвинениям. Полиция полагает, что убийцу вдохновило эссе Теодора Качински «Индустриальное общество и его будущее» и он руководствовался своими личными взглядами на медицинское страхование. Возможно, свою роль также сыграла его травма спины.
Многие американцы отреагировали в Интернете на убийство презрением и насмешками по отношению к Брайану Томпсону и UnitedHealth Group. Поскольку известно много историй о том, как UnitedHealthcare отказывала в оплате лечения, называя процедуры «необязательными», Томпсон стал для простых американцев олицетворением обогащения за счёт чужих страданий. Так, на платформе Reddit в секции для медсестёр и медбратьев появилась тематическая ветка, посвящённая смерти Томпсона, в которой пользователи написали несколько пародийных ответов от страховой компании UnitedHealthcare, как если бы в неё обратился сам Томпсон после ранения. Среди причин отказать в покрытии медицинских расходов указано, что Томпсону стоило заранее оповестить страховую компанию о потребности в медпомощи, несмотря на «внезапный характер огнестрельного ранения». Обвиняемый в убийстве Томпсона Луиджи Манджоне стал для многих героем. В различных социальных сетях возросла популярность хештега #FreeLuigi, которым сопровождаются посты о его невиновности и призывы найти «предателя», который сдал его полиции.

## Предпосылки

### Томпсон и UnitedHealthcare
Томпсон был главным исполнительным директором UnitedHealthcare, страхового подразделения UnitedHealth Group, с апреля 2021 года до своей смерти. Его вдова Полетт рассказала каналу NBC News, что её муж получал угрозы, связанные с «отсутствием [страхового] покрытия».
UnitedHealthcare является одной из крупнейших медицинских страховых компаний США — она предоставляет страховые услуги 49 миллионам американцев, а её доход за 2023 финансовый год составил 281 миллиард долларов. В 2021 году Американская ассоциация больниц раскритиковала Томпсона в открытом письме из-за плана UnitedHealthcare по отказу в оплате того, что она считала некритичными посещениями отделений неотложной помощи. Также UnitedHealthcare подверглась широкой критике за то, как она рассматривает претензии. Эта и другие страховые компании были названы в отчёте Постоянного подкомитета по расследованиям национальной безопасности Сената США за октябрь 2024 года, в котором отмечается рост числа случаев отказа в предварительном разрешении на получение медицинской помощи пациентам программы Medicare Advantage. Кроме того, под руководством Томпсона UnitedHealthcare начала использовать искусственный интеллект для автоматизации рассмотрения жалоб, в результате чего пациенты не могли получить доступ к медицинской помощи.
В период с 2020 по 2022 год число отказов в оказании неотложной медицинской помощи более чем удвоилось. В ноябре 2023 года против UnitedHealth Group был подан коллективный иск, в котором утверждалось, что компания сознательно использовала модель искусственного интеллекта, которая допускала 90 % ошибок. В сентябре 2024 года в Иден-Прери, штат Миннесота, возле штаб-квартиры дочерней компании UnitedHealth Group и поставщика аптечных услуг Optum была проведена демонстрация, участники которой утверждали, что методы ведения бизнеса Optum приводят к завышению цен на лекарства и вытесняют независимые аптеки.

### Приготовления предполагаемого нападавшего
Подозреваемый прибыл в Нью-Йорк 24 ноября 2024 года на автобусе Greyhound. Автобусный маршрут начинался в Атланте, штат Джорджия, однако власти не знают, из какого именно города он прибыл. Он зарегистрировался 24 ноября 2024 года в хостеле HI New York City в Верхнем Вест-Сайде на Манхэттене с поддельным удостоверением личности из Нью-Джерси и расплатился наличными. Из 10 дней, проведённых в Нью-Йорке, подозреваемый провёл в хостеле всего одну ночь и выехал 3 декабря 2024 года.

## Убийство
Брайан Томпсон прибыл в Нью-Йорк на ежегодную встречу инвесторов UnitedHealth Group 2 декабря 2024 года. 4 декабря, около 6:45 утра по североамериканскому восточному времени, Томпсон шёл по Западной 54-й улице в сторону New York Hilton Midtown, в котором проходила встреча. Нападавший, одетый в светло-коричневую или кремовую толстовку с капюшоном, несколько минут ждал на противоположной стороне улицы от отеля, затем перешёл на другую сторону, увидев Томпсона. Стоя примерно в 6 метрах (20 футах) от Томпсона, когда тот подошёл к входу, нападавший трижды выстрелил в него из 9-миллиметрового пистолета с глушителем, попав ему в спину и правую икру.
На записи убийства, сделанной камерой видеонаблюдения, стрелок, по-видимому, вручную взводил курок после каждого выстрела, что наводит на мысль о том, что его оружием был неисправный полуавтоматический пистолет. Власти полагают, что оружие, которое они нашли в сумке подозреваемого после его ареста — частично отпечатанный на 3D-принтере Glock 19 и глушитель, изготовленный на 3D-принтере. Самодельный пистолет стрелка состоял из нижней ствольной коробки, напечатанной на 3D-принтере, металлического затвора, несерийных деталей Glock 19 из комплекта запасных частей и стандартного магазина Glock. Дизайн детали, напечатанной на 3D-принтере, был повторением «FMDA 19.2», дизайна, выпущенного в 2021 году либертарианской группой Deterrence Dispensed.
Убийца скрылся с места преступления на электровелосипеде. По данным полиции, он покинул город с автобусной станции «Мост Джорджа Вашингтона». Томпсон был доставлен в западную больницу Маунт-Синай, где в 7:12 утра его объявили мёртвым.

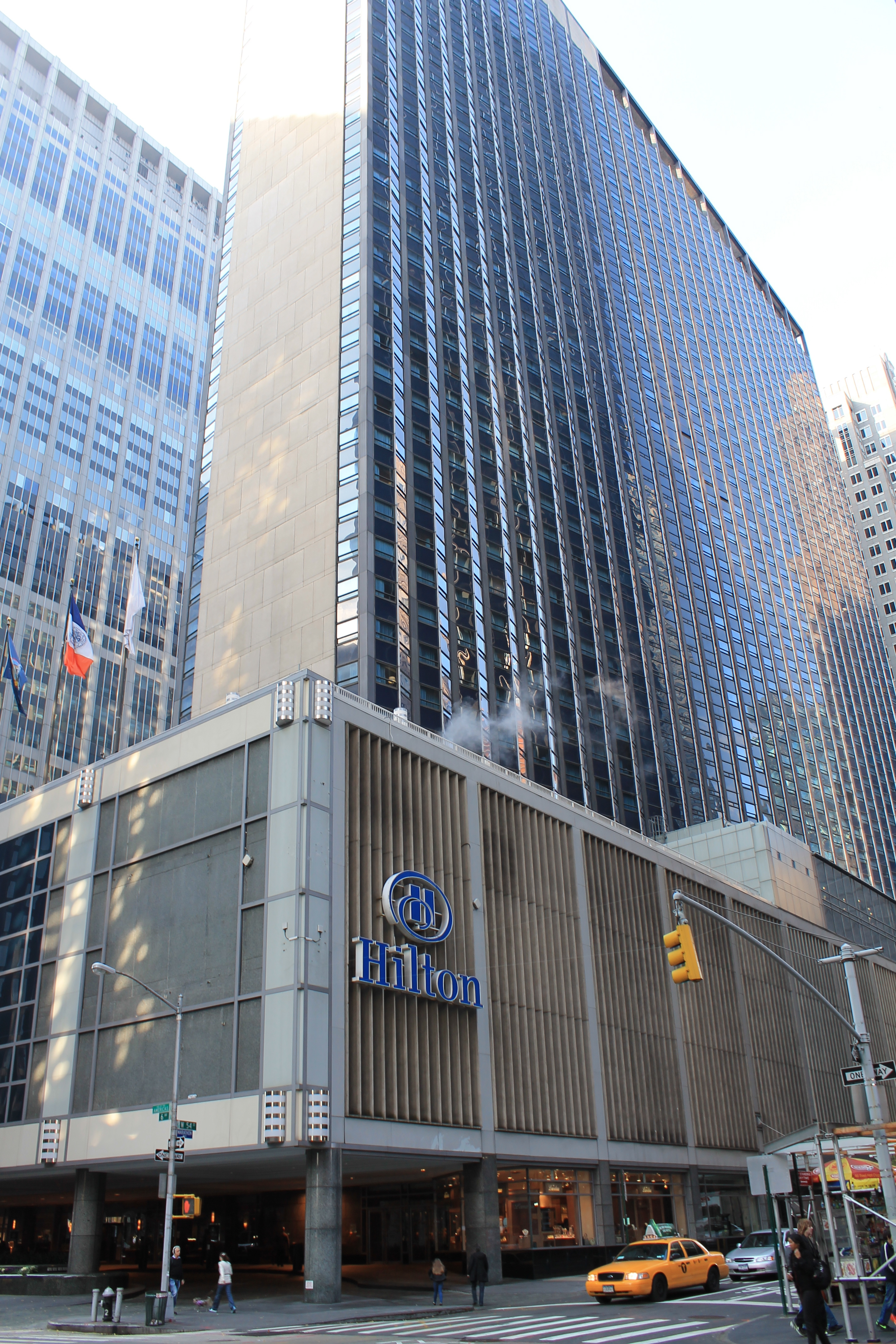
Отель The New York Hilton Midtown в 2012 году (54-я улица справа).

### Хронология
- 24 ноября — Неизвестный подозреваемый прибыл в Нью-Йорк на автобусе Greyhound, который следовал из Атланты, штат Джорджия, и сделал по пути семь остановок[41]. Позже подозреваемый поселился в хостеле HI New York City в Верхнем Вест-Сайде на Манхэттене[43].
- 29 ноября — Подозреваемый выселился из хостела HI New York City[41].
- 30 ноября — Подозреваемый вернулся в хостел HI New York City[41].
- 4 декабря:
  - 5:30 — Подозреваемый покинул хостел, предположительно, на велосипеде[41].
  - 6:15 — Было замечено, что подозреваемый выходил из поезда маршрута F на станции «57-я улица»[44].
  - 6:17 — Подозреваемый купил кофе, воду и батончики гранолы в кафе Starbucks в двух кварталах от отеля New York Hilton Midtown, а затем выбросил стаканчик и бутылку с водой[20][44][45].
  - 6:30 — На кадрах видеонаблюдения запечатлено, как подозреваемый шёл, разговаривая по телефону[28].
  - 6:39 — Подозреваемый подъехал к отелю New York Hilton Midtown и ждал несколько минут[20][45].
  - 6:40 — Томпсон покинул отель Marriott (на 54-й улице, 151 W), в котором он останавливался прошлой ночью, направляясь в New York Hilton Midtown[31].
  - 6:44 — Томпсон пошёл по тротуару к нью-йоркскому отелю Hilton Midtown, и нападавший выстрелил в него несколько раз, перезаряжая пистолет после того, как тот, по-видимому, заклинило; подозреваемый немедленно побежал в северном направлении по пешеходной дорожке[20][32].
  - 6:46 — Полиция отреагировала на звонок в службу 911, сообщивший о стрельбе в человека[20].
  - 6:48 — Прибывшие на место происшествия полицейские обнаружили Томпсона с многочисленными огнестрельными ранениями в спину и ногу; он был доставлен в больницу. Нападавший ехал на электровелосипеде на север, в Центральный парк[20][44].
  - 6:59 — Человек, похожий на подозреваемого, был замечен на Западной 85-й улице[31].
  - 7:04 — Подозреваемый сел в такси, направляющееся на север, на пересечении 86-й улицы и Амстердам-авеню[41].
  - 7:12 — Томпсон объявлен мёртвым в больнице Маунт-Синай[20].
  - 7:30 — Подозреваемый прибывает на автобусную станцию «Мост Джорджа Вашингтона»[41].

## Расследование

### Улики с места убийства
На месте происшествия были обнаружены три стреляные гильзы и три нестреляных патрона. Ряд СМИ со ссылками на неназванные источники в полиции Нью-Йорка сообщил, что на трёх боеприпасах были написаны перманентным маркером слова «задерживать», «отказывать» и «свергать» (англ. delay, deny, depose). Слово «свергать»  (англ. depose) было написано на стреляной гильзе от пули, выпущенной в Томпсона, а «отказывать» (англ. deny) — на нестреляном патроне, выброшенном, когда стрелок передёргивал затвор, возможно, пытаясь устранить заклинивание или выбрасывая патрон намеренно. Эти три слова похожи на известную в страховой отрасли США фразу «задерживать, отказывать, отстаивать» (англ. delay, deny, defend). Эта фраза была, в частности, известна как название выпущенной в 2010 году книги юриста Джея Фейнмана Delay, Deny, Defend о порочных практиках, к которым прибегают страховые компании, чтобы избежать выплат. В книге вынесенная в заглавие фраза объяснялась как «задерживать выплаты по страховым случаям, отказывать в выплатах полностью или частично, отстаивать свои действия, принуждая клиентов обращаться в суд». Полиция после обнаружения гильз и патронов с надписями намеревалась выяснить, указывают ли эти слова на мотив убийцы.

### Поиск подозреваемого
Департамент полиции Нью-Йорка предложил вознаграждение в размере до 10 000 долларов за информацию о стрелявшем 4 декабря 2024 года. На следующий день власти опубликовали снимки подозреваемого, сделанные камерами наблюдения в хостеле и кафе Starbucks. На двух кадрах видно лицо подозреваемого, в том числе на одном он широко улыбается женщине-портье в хостеле. ФБР присоединилось к расследованию и отдельно предложило вознаграждение в размере до 50 000 долларов за информацию о подозреваемом.
Полиция описала стрелявшего как белого мужчину ростом примерно 6 футов 1 дюйм (185 см), одетого в светло-коричневую или кремовую куртку с капюшоном, тёмные брюки и чёрные кроссовки на белой подошве. У него был серый рюкзак, а лицо скрывала чёрная маска. Полиция сообщила, что подозреваемый, по-видимому, неплохо владел огнестрельным оружием и был описан как «чрезвычайно хорошо разбирается в камерах».

## Обвиняемый
Луиджи Николас Манджоне (англ. Luigi Nicholas Mangione) родился в Таусоне, штат Мэриленд, 6 мая 1998 года в семье Кэтлин и Луиса Манджоне и принадлежит к известной местной семье. Он учился в школе Гилмана, частной средней школе для мальчиков в Балтиморе, которую окончил с отличием в 2016 году. Он получил высшее образование в Пенсильванском университете, получив степень бакалавра инженерных наук в области компьютерной инженерии и степень магистра инженерных наук в области компьютерных и информационных наук в 2020 году. Учёба в бакалавриате включала в себя изучение математики, а программа обучения в аспирантуре была сосредоточена на изучении искусственного интеллекта.
После окончания университета, начиная с ноября 2020 года, он удалённо работал инженером по обработке данных в компании TrueCar, занимающейся розничной продажей автомобилей, со штаб-квартирой в Санта-Монике, штат Калифорния. По данным компании, его работа там закончилась в 2023 году. Его последним известным местом жительства был Гонолулу, Гавайи. В ноябре 2024 года о пропаже Манджоне сообщила его мать, которая сказала, что семья ничего не слышала о нём с июля того же года. Примерно в то же время, летом 2024 года, Манджоне перестал публиковать посты в социальных сетях. Мать Манджоне обратилась в департамент полиции Сан-Франциско, поскольку Манджоне работал удалённо в TrueCar и она полагала, что он живёт в Сан-Франциско.

### Арест и предъявление обвинений
Местная полиция в Алтуне, штат Пенсильвания, арестовала Луиджи Манджоне 9 декабря 2024 года в ресторане McDonald’s. Сотрудник этого ресторана позвонил в полицию и сообщил, что один из посетителей ресторана узнал подозреваемого по фотографиям, опубликованным полицией Нью-Йорка. Город Алтуна находится примерно в 280 милях (450 км) к западу от Нью-Йорка. 
В сумке задержанного были обнаружены напечатанный на 3D-принтере пистолет и глушитель, которые, как утверждает полиция, соответствуют оружию, использованному при стрельбе, а также поддельные водительские права в Нью-Джерси на то же имя, что и те, которые предполагаемый стрелок использовал для регистрации в хостеле на Манхэттене. Полиция также сообщила, что при аресте Манджоне они обнаружили трёхстраничный рукописный документ из 262 слов об американской системе здравоохранения, который они охарактеризовали как манифест.
9 декабря 2024 года в округе Блэр, штат Пенсильвания, Луиджи было предъявлено обвинение в ношении оружия без лицензии, подделке документов, ложном представлении властям и хранении «орудий преступления». Около 18 часов вечера в здании суда округа Блэр ему было предъявлено обвинение, а также было отказано в освобождении под залог. К концу дня на Манхэттене Манджоне были предъявлены обвинения в убийстве второй степени, трёх эпизодах незаконного хранения оружия и подделке документов. На данный момент он содержится в исправительном учреждении строгого режима в округе Хантингдон, штат Пенсильвания. Ему во второй раз было отказано в освобождении под залог 10 декабря 2024 года, и через своего адвоката он заявил о намерении бороться с возможной межштатной экстрадицией из штата Нью-Йорк. Телеканал CNN сообщил 13 декабря, что Манджоне нанял бывшего прокурора окружной прокуратуры Манхэттена, бывшего юридического аналитика CNN и корреспондента MeidasTouch Карен Фридман Агнифило в качестве адвоката защиты.

### Предполагаемый манифест
Журналист Кен Клиппенстайн опубликовал то, что, по его утверждению, является полным текстом якобы написанного от руки документа Манджоне из 262 слов, который в многочисленных сообщениях характеризуется как манифест, 10 декабря 2024 года. В документе Манджоне напрямую обратился к федеральным правоохранительным органам, заявив, что действовал в одиночку и что его методы включали «элементарную социальную инженерию, базовые знания в САПР и большое терпение». Он сослался на блокнот на спирали, содержащий заметки и списки дел, упомянул, что его технология была «заблокирована» из-за его инженерной работы, и извинился за то, что вызвал «ссоры или травмы», настаивая на том, что это необходимо было сделать. Согласно данным The New York Times, упоминание САПР, по-видимому, относится к процессу 3D-печати пластиковых деталей самодельного пистолета.
В манифесте руководители здравоохранения были охарактеризованы как паразиты, которые «сами напросились». Луиджи Манджоне подверг критике систему здравоохранения США, отметив, что, несмотря на то, что она является самой дорогой в мире, Америка занимает примерно 42-е место по продолжительности жизни. Особо подчёркивалась рыночная капитализация UnitedHealth, описывавшая её как одну из крупнейших компаний США, уступающую только Apple, Google и Walmart. Манджоне утверждал, что, хотя многие люди разоблачали коррупцию и жадность в американской системе здравоохранения десятилетия назад, проблемы продолжают сохраняться. Манджоне написал, что на данный момент это «не вопрос осознания, а явно игра власти», и в заключение назвал себя «первым, кто столкнулся с этим с такой жестокой честностью».

### Возможные мотивы и взгляды
Нынешняя теория следователей о мотиве преступления заключается в недоброжелательном отношении к индустрии медицинского страхования. Полиция полагает, что мотив был связан с травмой, которую получил Манджоне и из-за которой он обратился в отделение неотложной помощи в июле 2023 года. На онлайн-фотографиях, опубликованных Манджоне, видны винты в его спине. У Манджоне смещены позвонки в нижней части спины. Источники сообщили CBS, что, по их мнению, Манджоне испытывал неприязнь к UnitedHealthcare, а также к другим медицинским страховым компаниям. Он не был застрахован UnitedHealthcare. Начальник отдела детективов полиции Нью-Йорка Джозеф Кенни считает, что Манджоне, возможно, выбрал их в качестве мишени из-за размера компании.
Полиция полагает, что убийцу вдохновило эссе Теодора Качински «Индустриальное общество и его будущее». В аккаунте Манджоне был опубликован обзор Goodreads об «Индустриальном общество и его будущем», в котором Качински описывался как «законно заключённый в тюрьму» и критиковалось его применение насилия против невинных людей. В рецензии, в которой манифесту было поставлено четыре балла из пяти, также содержалась цитата, которую, как утверждал рецензент, он нашёл в Интернете. Цитата содержала строки «„Насилие никогда ничего не решало“ — это утверждение, произносимое трусами и хищниками» и «когда все другие формы коммуникации терпят неудачу, насилие необходимо для выживания».
Согласно сайту Business Insider, посты Манджоне в социальных сетях свидетельствовали о явном разочаровании в области медицины, скептическом отношении к врачам и поддерживали идею о том, что «на его мировоззрение оказали влияние реакционные правые мыслители». Манджоне скептически относился как к Джо Байдену, так и к Дональду Трампу, в то же время явно поддерживая кандидатуру Роберта Фрэнсиса Кеннеди-младшего на пост президента в 2024 году. Журнал Time сообщил, что не может определить, придерживается ли Манджоне либеральных или консервативных взглядов. В социальных сетях он выражал обеспокоенность по поводу последствий порнографии, программ DEI, снижения показателя уровня рождаемости, воук-культуры, секуляризации и упадка христианства, а также пропагандировал традиционалистские идеи.

## Реакция

### Социальные сети
Многие пользователи социальных сетей выразили презрение к Брайану Томпсону, UnitedHealthcare и национальной системе медицинского страхования, одновременно выразив сочувствие нападавшему и похвалив его. Пользователи социальных сетей делились личными историями о вреде и смерти, понесённых в результате отказа в удовлетворении иска, и шутили об убийстве с помощью мемов и чёрного юмора. Популярный комментарий на сабреддите r/nursing высмеял смерть Томпсона, скопировав письмо с отказом в страховании для оказания неотложной помощи Томпсону. Вскоре после этого события оба дома, принадлежащие семье Томпсона, подверглись сваттингу.
Энтони Зенкус, старший преподаватель социальной работы в Колумбийском университете, написал в социальных сетях: «Сегодня мы скорбим о смерти… Брайан Томпсона, застрелен… стойте, мне очень жаль — сегодня мы скорбим о смерти 68 000 американцев, которые напрасно умирают каждый год, чтобы руководители страховых компаний, такие как Брайан Томпсон, могли стать мультимиллионерами». Один из врачей сказал интернет-изданию The Daily Beast, что, по их мнению, преступник должен быть привлечён к ответственности, но также заявили, что роль Томпсона на посту генерального директора привела к огромному количеству страданий и человеческих жертв, которые он назвал «порядка миллионов», добавив, что «тяжело сочувствовать ему, когда так много людей пострадали из-за его компании».
Подозреваемый в убийстве Томпсона Луиджи Манджоне стал для многих героем. В различных социальных сетях возросла популярность хештега #FreeLuigi, которым сопровождаются посты о его невиновности и призывы найти «предателя», который сдал его полиции. Интернет-пользователи прозвали преступника «специалистом по урегулированию претензий». На странице того McDonald’s, где Манджоне был арестован по наводке клиента, который предупредил сотрудника после того, как узнал подозреваемого, пользователи оставили много плохих отзывов. Вирусный твит инженера-программиста, который предоставил информацию о том, как найти убийцу, изучив данные из программы Citi Bike Bikeshare, некоторые пользователи Твиттера назвали «предателем». Подозреваемый привлёк внимание пользователей Интернета благодаря своей внешности и сходству с актёрами Тимоти Шаламе, Дэйвом Франко и Джейком Джилленхолом.
После смерти Брайана Томпсона материнская компания UnitedHealthcare, UnitedHealth Group, опубликовала в Facebook заявление с подробным описанием смерти и своими официальными соболезнованиями. Хотя раздел комментариев к посту был отключён, около 90 000 пользователей Facebook отреагировали на него «Ха-ха» (или «смехом»). Товары в поддержку Манджонe были размещены на Etsy, Amazon и других сайтах электронной коммерции, прежде чем были удалены.
Сторонники Манджоне также начали сбор средств на платформе GoFundMe, чтобы покрыть его судебные траты, вскоре его удалили. Тем не менее, сбор средств GiveSendGo продолжается; по состоянию на 13 декабря она собрала более 75 000 долларов. Другие пользователи социальных сетей ссылались на аккаунт Манджоне в «тюремном комиссариате», собирая пожертвований на «закуски, газировку, iPad и т. д.». В интервью корреспонденту CNN Кейтлан Коллинз адвокат защиты Манджоне Томас Дики ответил, что «Верховный суд постановил, что все эти богатые миллиардеры могут давать любые деньги кандидатам, и это является „свободой слова“, так что, возможно, те люди осуществляли своё право на свободу слова и говорили, что таким образом они поддерживают моего клиента».
BBC сообщила, что отсутствие жалости к Томпсону, выраженное в Интернете, «казалось, помогло преодолеть политический раскол». Известные консервативные комментаторы, такие как Бен Шапиро и Мэтт Уолш, получили негативную реакцию в Интернете от своей аудитории за то, что осудили критику в адрес Томпсона. Научно-исследовательский институт сетевого заражения обнаружил, что из десяти самых популярных твитов, в которых упоминаются Томпсон или UnitedHealth, шесть сообщений косвенно или явно поддерживали убийство Томпсона или критиковали жертву. Некоторые выделенные комментарии призывали к дальнейшим убийствам руководителей компаний и классовой войне; исследователь из института сказал, что инцидент был расценён как «первый удар в классовой войне» и что похвала убийству прозвучала со стороны всего политического спектра.

### Учёные
Зейнеп Туфекчи, профессор социологии и связей с общественностью Принстонского университета и обозреватель The New York Times, сказала, что реакция общественности на убийство Томпсона «должна насторожить» и напоминает реакцию на очень высокий уровень корпоративной жадности, эксплуатации и экономического неравенства во времена Позолоченного века, характеризовавшийся «насильственными политическими движениями, направленными против корпоративных титанов, политиков, судей и других лиц». Далее она пишет: «Концентрация огромного богатства в Соединённых Штатах Америки в последнее время превзошла уровень Позолоченного века. Желание политиков добиваться расположения широкой публики, похоже, практически исчезло. Я боюсь, что вместо эры реформ реакция на этот акт насилия и вызванный им всеобщий гнев ограничится очередным отступлением самых богатых».
Роберт Пейп, эксперт по политическому насилию из Чикагского университета, сказал газете The Guardian, что реакция комментариев в Интернете свидетельствует о растущем согласии американцев с применением насилия для разрешения гражданских споров. Регина Бейтсон, доцент кафедры политологии, заявила, что в убийстве есть элементы внутреннего терроризма.

### Корпорации медицинского страхования
Генеральный директор UnitedHealth Group Эндрю Уитти выступил в защиту практики компании по отклонению претензий во внутреннем видео, которое просочилось в сеть после того, как Брайан Томпсон был застрелен. В записи, сделанной 5 декабря, на следующий день после смерти Томпсона, Уитти подчеркнул роль компании в обеспечении «безопасного и надлежащего ухода» и то, что страховой гигант продолжит предотвращать «ненужный уход». В ответ в некоторых комментариях в Интернете прозвучали угрозы расправы, а журнал Fortune отметил, что количество отклонённых заявлений в UnitedHealthcare в два раза превышает средний показатель по отрасли и что «их политика способствует медицинским банкротствам и гибели людей из-за отказа в медицинской помощи, подчёркивая широко распространённое недовольство системными проблемами в здравоохранении США».
Компании UnitedHealthcare, Blue Cross Blue Shield Association и CVS Health, которые управляют Aetna, удалили фотографии и другую информацию о своём руководстве с веб-сайтов после убийства Брайана Томпсона. Компания Centene, предоставляющая управляемую медицинскую помощь, отменила личный день инвестора, который был запланирован на 12 декабря, и вместо этого запланировала онлайн конференцию. Кроме того, по данным частной охранной фирмы Allied Universal, в течение нескольких дней после смерти Томпсона наблюдался всплеск запросов об услугах по охране и обеспечению безопасности руководителей компаний. Майкл Шерман, бывший главный врач Point32Health, оправдал опасения руководителей медицинских страховых компаний: «Не похоже на паранойю беспокойства о том, что кто-то, кому отказали в предоставлении услуг, по их мнению, важным, может находиться в эмоционально нестабильном состоянии».
Ссылаясь на реакцию на смерть Томпсона в Интернете, Джеффри Зонненфельд, руководитель Института лидерства при Йельском университете, сказал: «Мы стали свидетелями пугающего, сверхъестественного обращения разгневанных и невменяемых людей». Газета Financial Times процитировала слова одного бывшего руководителя страховой компании, который сказал, что угрозы в адрес страховых компаний — обычное дело, и что «у нас бывали случаи, когда вы отказывали в протонной терапии ребёнку, страдающему эпилептическими приступами, и родители приходили в ярость». Цитировались слова другого руководителя: «Что больше всего беспокоит, так это способность людей прятаться за клавиатурами и терять свою человечность».

### Политики
Государственные чиновники и политики, включая губернатора Миннесоты Тима Уолза и сенатора Эми Клобучар, выразили тревогу по поводу убийства Брайана Томпсона и выразили соболезнования его семье. Уолз сказал, что знал Томпсона. Покидающий свой пост член Палаты представителей от Демократической партии Дин Филлипс написал, что он «в ужасе от убийства своего избирателя Брайана Томпсона и молится за его семью». Что касается убийства, то делегат от штата Мэриленд Нино Манджоне, двоюродный брат Луиджи Манджоне, сказал: «Наша семья шокирована и опустошена арестом Луиджи. Мы возносим наши молитвы семье Брайана Томпсона и просим людей молиться за всех, кто в этом замешан».
Пресс-секретарь Белого дома Карин Жан-Пьер заявила, что правительство осудило инцидент и, что «насилие для борьбы с любой формой корпоративной жадности неприемлемо». Секретарь Министерства внутренней безопасности Алехандро Майоркас заявил, что риторика в социальных сетях вызывает тревогу, и что «она говорит о том, что на самом деле кипит здесь, в этой стране, и, к сожалению, мы видим, как это проявляется в насилии, внутреннем насильственном экстремизме, который существует». Избранный президент Дональд Трамп также осудил убийство и назвал популярность Манджоне «болезнью». Новый заместитель помощника президента Себастьян Горка сравнил сторонников Манджоне со «Студентами за демократическое общество».
Комментируя убийство Томпсона в интервью телеканалу ABC на этой неделе 8 декабря 2024 года, член Палаты представителей от демократов Ро Ханна заявил: «Насилию нет оправдания». Он добавил, что реакция общественности на убийство Томпсона его не удивила, потому что «мы тратим сотни миллиардов в год на административные расходы в сфере здравоохранения, которые делают руководителей страховых компаний и состоятельных акционеров невероятно богатыми, в то время как 85 миллионов американцев остаются незастрахованными или недостаточно застрахованными». 10 декабря 2024 года сенатор от Демократической партии Элизабет Уоррен заявила: «Интуитивная реакция людей по всей стране, которые чувствуют себя обманутыми, обобранными до нитки и которым угрожают гнусные действия их страховых компаний, должна стать предупреждением для всех в системе здравоохранения. Насилие никогда не является решением проблемы, но людей можно довести только до определённого предела». 12 декабря 2024 года член Палаты представителей от Демократической партии Александрия Окасио-Кортес сказала: Это «не означает, что акт насилия оправдан, но я думаю, что любой, кто сбит с толку, шокирован или потрясён происходящим, должен понимать, что люди интерпретируют, чувствуют и переживают отказ в удовлетворении требований как акт насилия по отношению к ним».
В интервью социалистическому журналу Jacobin сенатор Берни Сандерс осудил убийство, но сказал, что общественный резонанс показал, что многие люди возмущены медицинскими страховыми компаниями и их практикой. Позже он выступил в защиту Уоррен, сказав, что она не приветствовала убийство, но отметила реакцию людей и условия жизни американцев и рабочего класса. Сенатор-демократ Рон Уайден прокомментировал: «Я давно говорил, что насилие, убийство всегда неприемлемы, всегда. Но я думаю, что здесь есть контекст, который, знаете ли, чрезвычайно важен». Другой сенатор-демократ, Рафаэль Уорнок, сказал, что инцидент стал «горячей точкой», но он не знает, вызовет ли он разговоры о реформе здравоохранения.

### Остальные
Акции UnitedHealth упали за неделю до убийства и упали ещё на 5,6 % 11 декабря 2024 года.
Доминик Пино, пишущий для консервативного журнала National Review, сослался на опросы, проведённые Институтом Гэллапа, Тихоокеанским исследовательским институтом и Фондом семьи Кайзер, в которых большинство респондентов заявили, что они «удовлетворены» своим медицинским обслуживанием и текущим планом страхования, чтобы указать на то, что он считает несоответствием между аудиторией, восхваляющей Манджоне, и большинством американцев.
Дэвид Качински, брат Теда Качински, выразил обеспокоенность по поводу очевидного влияния покойного брата на Манджоне, заявив: «Мне лично причиняет огромную боль мысль о том, что действия моего брата каким-либо образом повлияли на этого человека и заставили его убить невинного человека».
Независимый журналист Кен Клиппенстайн отметил, что многие крупные СМИ отказались публиковать предполагаемый манифест Манджоне, несмотря на то, что он был у них в распоряжении: «Мои запросы в The New York Times, CNN и ABC с просьбой объяснить причины, по которым они скрывают манифест, хотя и с удовольствием цитируют его выборочно, остались без ответа». Клиппенштейн также утверждал, что The New York Times дала указание своим сотрудникам воздержаться от показа фотографий, на которых изображено лицо Манджоне. Блог Engadget сообщил, что модераторы Reddit получили указание удалять посты и ссылки, содержащие предполагаемый манифест Манджоне. Представитель Reddit заявил, что публикация предполагаемого манифеста нарушает «правила компании в отношении контента, связанного с насилием».
12 декабря 2024 года женщина из Лейкленда, штат Флорида, была арестована и обвинена в угрозе устроить массовую стрельбу или террористический акт после того, как во время телефонного разговора с представителями BlueCross BlueShield она якобы сказала: «Задерживайте, отказывайте, избавляйтесь, вы следующие (англ. Delay, deny, depose, you people are next)».